# Warhammer 40.000: Dawn of War: Dark Crusade
Warhammer 40.000: Dawn of War: Dark Crusade er den anden udvidelsespakke til computerspillet Warhammer 40.000: Dawn of War udviklet af Relic Entertainment, og blev udgivet den 9. oktober 2006.. Spillet indeholder blandt andet to nye racer, kendt som Tau Empire og Necron. Med Imperial Guard fra Dawn of War's første udvidelsespakke, Winter Assault, betyder dette at spillere har mulighed for at vælge mellem i alt syv racer at spille som.